# Банов, Иван Николаевич
Ива́н Никола́евич Ба́нов (29 августа 1916 — 9 февраля 1982, Москва) — советский разведчик, в годы Великой Отечественной войны один из организаторов партизанского движения в Белоруссии, командир партизанского соединения. Герой Советского Союза (4.02.1944), генерал-майор (1969).

## Биография
Родился 29 августа 1916 года в станице Тацинская Ермаковского юрта 1-го Донского округа Области Войска Донского (ныне райцентр Ростовской области) в казачьей семье .
В Красной Армии с 1935-го. Член компартии с 1939-го.
Окончил два курса сельхозтехникума, Орджоникидзевское военное пехотное училище (1938), Военную академию имени М. В. Фрунзе (1949). Секретарь комсомольской организации колхоза.
Участник Великой Отечественной войны с июня 1941-го. С августа 1942-го выполнял задания в тылу врага. Создал несколько партизанских отрядов, объединившихся в крупное соединение. Партизаны, действуя под руководством майора Банова, в 1942—1943 годах разгромили ряд вражеских гарнизонов на территории Белоруссии и Польши, совершили сотни крушений воинских эшелонов противника, взорвали около двух десятков железнодорожных мостов, собрали немало ценных сведений.
Заместитель начальника (1949—1951), исполняющий обязанности начальника (1951—1952), начальник (1953—1957) направления специальной разведки (спецназ) ГРУ Генштаба ВС СССР. Одновременно преподавал на курсах спецназа в Подмосковье. После зарубежной командировки в 1960-е годы — преподаватель, начальник факультета военной академии. В 1979 году вышел в отставку.
Умер 9 февраля 1982 года в Москве. Похоронен на Химкинском кладбище.

## Награды
СССР
- Медаль «Золотая Звезда» Героя Советского Союза
- Два ордена Ленина
- Орден Красного Знамени
- Орден Красной Звезды
- Орден «За службу Родине в Вооружённых Силах СССР» III степени
- Медали, в том числе:
  - «За боевые заслуги»
  - «За воинскую доблесть. В ознаменование 100-летия со дня рождения Владимира Ильича Ленина»
  - «Партизану Отечественной войны» I степени»
  - «За победу над Германией в Великой Отечественной войне 1941—1945 гг.»
  - «Ветеран Вооружённых Сил СССР»

ПНР
- Орден «Крест Грюнвальда» II степени
- Партизанский крест
- Крест Храбрых

## Память
- Мемориальная доска в память о Банове установлена Российским военно-историческим обществом на здании Жирновской средней школы, где он учился
- Мемориальная доска в память о Банове установлена 21.02.2020 на доме (Москва, ул. Маршала Бирюзова, д. 8, корп. 1), в котором он проживал последние годы жизни (скульптор Лунин И.А., архитектор Соловьев И.П.).
- Имя И. Н. Банова носит ГУО "Средняя школа № 3 г. Житковичи"[3].
- Мемориальная доска в честь И. Н. Банова на здании ГУО "Средняя школа № 3 г. Житковичи".
- Экспозиция в Белорусском государственном музее истории Великой Отечественной войны[4].
- Имя И. Н. Банова присвоено одной из улиц в Лунинце[5] (бел. вуліца Іва́на Ба́нава, рус. улица Ива́на Ба́нова).